# Jean-Marie Goasmat
Jean-Marie Goasmat (28 maart 1913 - 21 januari 2006) was een Frans wielrenner.

## Levensloop en carrière
Goasmat begon aan zijn wielercarrière begin jaren '30. In 1934 won hij de Boucles de l'Aulne. In 1936 won hij de 8e etappe in de Ronde van Frankrijk. Een jaar later won hij onder meer GP Ouest France-Plouay en de Tour de l'Ouest. In 1938 won hij Parijs-Camembert. Zijn goede prestaties van 1938 zorgden ervoor dat hij in 1939 als kopman mocht starten in de Tour. Helaas mocht hij wegens verplichte militaire dienst niet starten in die Tour. Tijdens de Tweede Wereldoorlog won hij tweemaal de Klimmerstrofee en eenmaal de Grote Landenprijs. In zijn laatste profjaar, in 1951, won hij een etappe in het Critérium du Dauphiné en Parijs-Bourges.

## Resultaten in voornaamste wedstrijden
| Jaar | Ronde van Italië | Ronde van Frankrijk | Ronde van Spanje |
| ---- | ---------------- | ------------------- | ---------------- |
| 1936 |                  | 28e (1)             |                  |
| 1937 |                  | 18e                 |                  |
| 1938 | 18e              | 11e                 |                  |
| 1939 |                  |                     |                  |
| 1947 |                  | 9e                  |                  |
| 1948 |                  | opgave              |                  |
| 1949 |                  | 22e                 |                  |
| 1950 |                  | 35e                 |                  |
| 1951 |                  | 21e                 |                  |

| Jaar | Parijs-Roubaix | Bretagne Classic |
| ---- | -------------- | ---------------- |
| 1936 |                |                  |
| 1937 |                | Goud             |
| 1938 |                | Brons            |
| 1939 |                |                  |
| 1947 |                |                  |
| 1948 |                |                  |
| 1949 | 91e            |                  |
| 1950 |                |                  |
| 1951 |                |                  |